# Pedro Batalha Reis
Pedro Batalha Reis (Lisboa, 1906 - 1966) foi um filósofo e historiador português. 
Nascido em Lisboa, formou-se em Filosofia e Ciências Históricas na Faculdade de Letras de Lisboa. Frequentou o Curso Superior de Bibliotecário-Arquivista e cadeiras isoladas como o árabe. Destacou-se como numismata tendo-se empenhado na criação do Museu Nacional de Numismática do qual veio a ser primeiro conservador. Colaborou com a imprensa periódica nomeadamente com a Revista de Arqueologia (1932-1938), e foi secretário do Ministro das Colónias Armindo Monteiro. Foi sócio da Associação dos Arqueólogos Portugueses e do Instituto Português de Etnografia, História e Arqueologia. Escreveu e publicou várias obras da área da numismática (1932-1938). 